# Marieke Henselmans
Marieke Henselmans (De Bilt, 23 april 1958) is een Nederlandse journalist, auteur, columnist en docent.

## Leven en werk
Henselmans werkte oorspronkelijk als hulpverlener in de gezondheidszorg. Tijdens de economische crisis halverwege jaren de tachtig van de 20e eeuw kwam zij erachter dat rondkomen met haar kleine inkomen door middel van consuminderen geen enkel probleem was. De omstandigheden haalden haar vindingrijkheid en creativiteit naar boven. Zij kreeg regelmatig de vraag hoe ze het klaarspeelde, en als reactie daarop schreef ze het boek Consuminderen met kinderen waarmee zij in 1999 debuteerde. Aansluitend schreef zij een aantal jaren voor de Volkskrant, onder andere recensies van kinderboeken en essays over diverse sociale vraagstukken, relaties, seksualiteit en opkomend racisme. Vanaf de oprichting van het blad Genoeg in 1997 verzorgde zij daarin de tiprubriek en interviewde zij mensen over hun huishoudboekje, sinds 2005 heeft zij een vaste column.
In 2004, 2005 en 2006 werkte zij als besparingsdeskundige samen met Peter van der Vorst mee aan het RTL 4 tv-programma Geen cent te makken. Het programma viel in de smaak: er keken 1,4 miljoen mensen. Ze maakte ook verscheidene Bespaarkalenders.
Sinds 2008 werkt zij samen met het Nibud en voorzag verschillende Nibud-agenda's van nieuwe tips. Omdat zij na het begin van de kredietcrisis veel vragen kreeg, schreef zij een Crisis checklist en in 2012 Vrolijk besparen. Ook twittert ze regelmatig bespaartips.
Henselmans schreef tussen 2004 en 2015 wekelijks een column over geldzaken in het Algemeen Dagblad, vanaf 2015 artikelen. Sinds 1999 gaf zij meer dan driehonderd lezingen, workhops, cursussen en presentaties over dit onderwerp. Voor de lezers van haar boeken, columns en artikelen fungeert zij als vraagbaak over geldzaken, besparen en eenvoudig leven.
Sinds eind 2016 deed zij onderzoek in de uitvaartbranche voor een boek over betaalbare uitvaarten: Laat je niet kisten door de commercie. Medio 2017 verscheen een voorpublicatie in Het Financieele Dagblad, waarin zij dubieuze praktijken aan de kaak stelt. Van najaar 2017 tot najaar 2018 schreef zij een wekelijkse column genaamd Geld-gedoe in Het Financieele Dagblad. Sinds najaar 2018 werkte zij als inhoudelijk expert voor de afdeling innovatie van De Volksbank mee aan het realiseren van het online platform Meegeven.nl.
Toen begin 2020 duidelijk werd dat op de coronacrisis een economische crisis ging volgen, schreef zij samen met Erica Verdegaal Crisis. Wat te doen? Van rood naar groen. Eind 2022 verscheen Mijn vakmensen over het veilig vinden van goede vakmensen.
Henselmans is van mening dat haar succes te danken is aan een combinatie van informatie en inspiratie: ze zet in op herkenning, humor, erkennen hoe lastig het is gedrag te veranderen, hoe het wel zou kunnen lukken en hoe de winst ten goede kan komen aan de doelen die mensen zelf kiezen.

## Trivia
Henselmans woont in Badhoevedorp en heeft drie zonen.